# Négreville
Négreville est une commune française, située dans le département de la Manche en région Normandie, peuplée de 844 habitants.

## Géographie

### localisation
La commune est au centre de la péninsule du Cotentin, au confluent de la Douve et de la Gloire. Son bourg est à 6 km à l'ouest de Valognes et à 7 km à l'est de Bricquebec.

### Communes limitrophes
| Sottevast        | Brix                       | Saint-Joseph  |
| Rocheville       | Négreville                 | Yvetot-Bocage |
| L'Étang-Bertrand | L'Étang-Bertrand, Morville | Morville      |

### Hydrographie
La commune est située dans le bassin Seine-Normandie. Elle est drainée par la Douve, la rivière de Gloire, la rivière de Claire, le ruisseau du Pont Durand, le cours d'eau 01 de la Bonne Vierge, le cours d'eau 02 de la Bonne Vierge, le ruisseau de la Mare Sanot, le ruisseau du Marais Renard et un autre petit cours d'eau,.
La Douve, d'une longueur de 79 km, prend sa source dans la commune de Tollevast et se jette  dans la baie de Seine à Carentan-les-Marais, après avoir traversé 28 communes. Les caractéristiques hydrologiques de la Douvesur la commune de Sottevast. Le débit moyen mensuel est de 1,29 m3/s. Le débit moyen journalier maximum est de 19,4 m3/s, atteint lors de la crue du 2 janvier 2024. Le débit instantané maximal est quant à lui de 34,1 m3/s, atteint le 11 décembre 2017.

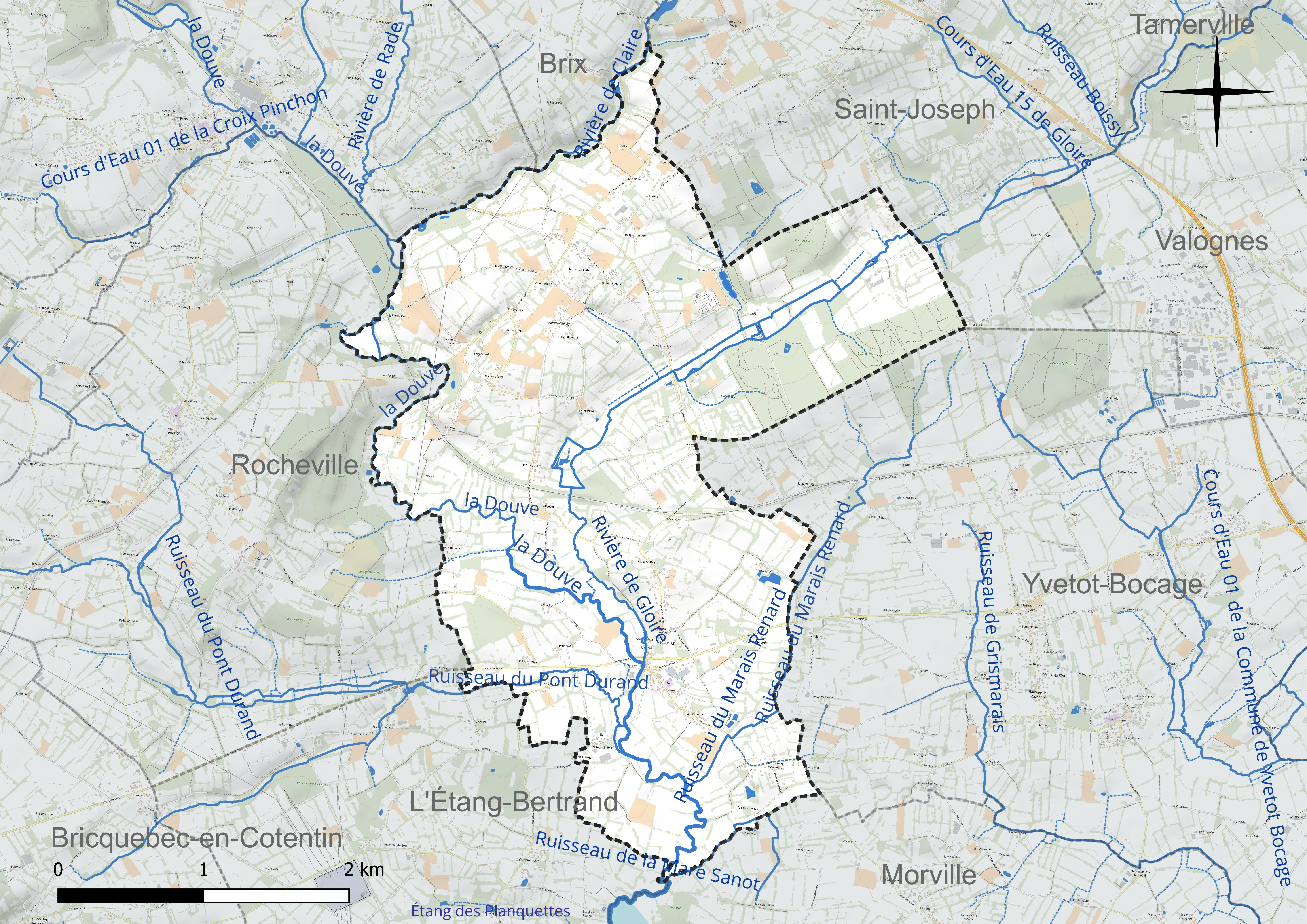
Réseau hydrographique de Négreville.

La rivière de Gloire, d'une longueur de 18 km, prend sa source dans la commune de Saussemesnil et se jette  dans la Douve sur la commune, après avoir traversé cinq communes. 

### Climat
Pour des articles plus généraux, voir Climat de la Normandie et Climat de la Manche.
En 2010, le climat de la commune est de type climat océanique franc, selon une étude du CNRS s'appuyant sur une série de données couvrant la période 1971-2000. En 2020, Météo-France publie une typologie des climats de la France métropolitaine dans laquelle la commune est exposée à un climat océanique et est dans la région climatique  Normandie (Cotentin, Orne), caractérisée par une pluviométrie relativement élevée (850 mm/a) et un été frais (15,5 °C) et venté. Parallèlement le GIEC normand, un groupe régional d’experts sur le climat, différencie quant à lui, dans une étude de 2020, trois grands types de climats pour la région Normandie, nuancés à une échelle plus fine par les facteurs géographiques locaux. La commune est, selon ce zonage, exposée à un « climat maritime », correspondant au Cotentin et à l'ouest du département de la Manche, frais, humide et pluvieux, où les contrastes pluviométrique et thermique sont parfois très prononcés en quelques kilomètres quand le relief est marqué.
Pour la période 1971-2000, la température annuelle moyenne est de 10,8 °C, avec une amplitude thermique annuelle de 11,1 °C. Le cumul annuel moyen de précipitations est de 1 008 mm, avec 14,2 jours de précipitations en janvier et 7,9 jours en juillet. Pour la période 1991-2020, la température moyenne annuelle observée sur la station météorologique la plus proche, située sur la commune de Gonneville-Le Theil à 17 km à vol d'oiseau, est de 11,0 °C et le cumul annuel moyen de précipitations est de 940,4 mm,. Pour l'avenir, les paramètres climatiques de la commune estimés pour 2050 selon différents scénarios d’émission de gaz à effet de serre sont consultables sur un site dédié publié par Météo-France en novembre 2022.

### Paysages
- La vallée de la Douve.
- La vallée de la Gloire.
- La vallée de la Claire.

## Urbanisme

### Typologie
Au 1er janvier 2024, Négreville est catégorisée commune rurale à habitat dispersé, selon la nouvelle grille communale de densité à sept niveaux définie par l'Insee en 2022.
Elle est située hors unité urbaine. Par ailleurs la commune fait partie de l'aire d'attraction de Cherbourg-en-Cotentin, dont elle est une commune de la couronne,. Cette aire, qui regroupe 77 communes, est catégorisée dans les aires de 50 000 à moins de 200 000 habitants,.

### Occupation des sols
L'occupation des sols de la commune, telle qu'elle ressort de la base de données européenne d’occupation biophysique des sols Corine Land Cover (CLC), est marquée par l'importance des territoires agricoles (89,8 % en 2018), en diminution par rapport à 1990 (94,3 %).
La répartition détaillée en 2018 est la suivante : prairies (71,1 %), zones agricoles hétérogènes (11,3 %), terres arables (7,5 %), forêts (7,2 %), zones urbanisées (2,9 %).

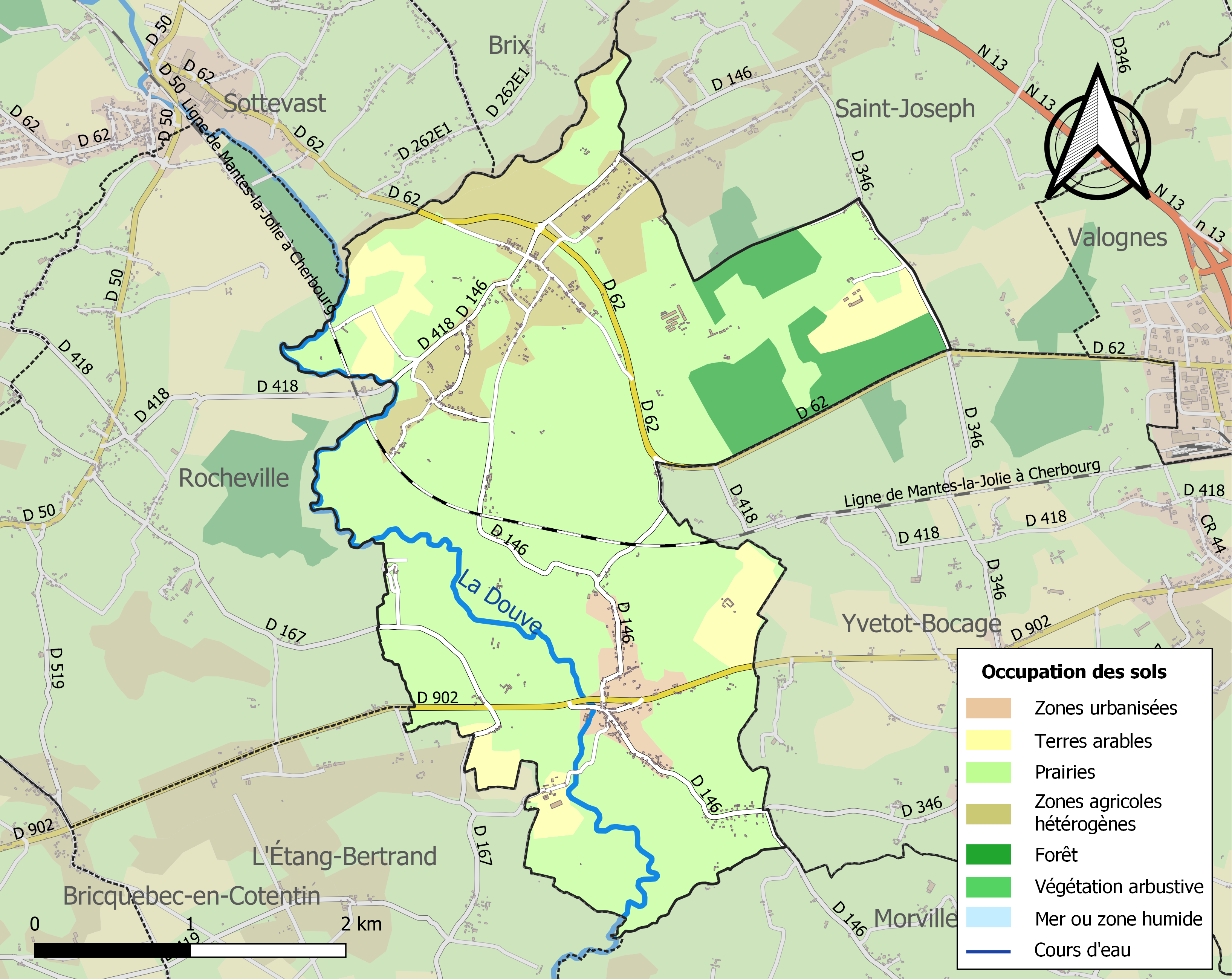
Carte des infrastructures et de l'occupation des sols de la commune en 2018 (CLC).

L'évolution de l’occupation des sols de la commune et de ses infrastructures peut être observée sur les différentes représentations cartographiques du territoire : la carte de Cassini (XVIIIe siècle), la carte d'état-major (1820-1866) et les cartes ou photos aériennes de l'IGN pour la période actuelle (1950 à aujourd'hui).

## Toponymie
Le nom de la localité est mentionné sous les formes Esnegervilla en 1185/1189 (cartulaire des Îles, 311), Esnigiervilla en 1198 (Stapelton II, 477), Esnegrevilla vers 1210 (Feoda), Esnegrevilla vers 1285 (cartulaire de Coutances, copie Delisle), Esnerguevilla en 1285 (Lecacheux, H.D., p.j. CXII), Esneigreville en 1286 (d°,f° 217).
Comme le montrent les plus anciennes formes attestées du toponyme, il n'y a pas de rapport avec le latin nigra « noir » (cf. occitan negre « noir »). En outre, c'est phonétiquement impossible puisque nigra a abouti à neir en normand et noir en français, le [g] devant [r] de la syllabe accentuée latine s'étant régulièrement affaibli en langue d'oïl. Enfin, rares sont les toponymes en -ville (de l'ancien français vile « domaine rural ») combinés avec un adjectif, c'est presque toujours un anthroponyme.
Les formes anciennes montrent qu'il s'agit probablement d'un nom de personne norrois. François de Beaurepaire propose un hypothétique *Snægeirr, basé sur l'élément vieux norrois snær « neige », et qui constitue le premier élément de tous les anthroponymes commençant par Snæ- et geirr « lance », utilisé fréquemment dans les noms de personnes norrois. Ernest Nègre préfère le nom de personne germanique continental Snelgerus (comprendre Snelgar, Snelger) qui présente l'avantage d'être attesté. Cependant, il n'y a pas trace d'un [l] dans les formes anciennes.
On rencontre sans doute le même anthroponyme dans ad pratum Esnerguier (Anglesqueville-Lestre, 1242) et Montem Esnerguier (1251), peut-être cependant, avec un autre élément Snær- issu de Snærrir, basés sur *snerra « faire du bruit » ou snerra « tournoyer rapidement », ce qui conviendrait mieux dans une association avec geirr « lance », c'est-à-dire *Snærgeirr.
À noter la proposition d'Albert Dauzat, qui croit reconnaître « peut-être » (sic) un nom de personne germanique hypothétique *Nac-hari, est abandonnée car elle est incompatible avec la nature des formes anciennes primitives dont il n'a pas eu connaissance. En effet, elles commencent toutes par Esn- et non pas par N-. Esn- résulte de l'épenthèse dans le groupe [s] + consonne en gallo-roman, ici Sn-. Esn- s'est ensuite réduit à N- postérieurement au XIIIe siècle (aphérèse de Es-).
Le gentilé est Négrevillais.

## Histoire

### Moyen Âge
Le domaine appartenait au XIIe siècle à la famille Wac. Hugues Wac, fondateur de l'abbaye de Longues, possédait le fief de Négreville. Il leur est confisqué en 1204 lorsque la famille choisit la fidélité au roi d'Angleterre, à la suite du rattachement de la Normandie au domaine royal français.

### Temps modernes
En 1571, Richard Le Cesne, chevalier, bailli de Cotentin de 1577 à 1590, est qualifié de seigneur de Négreville et de Pont-Rilly,. Au  cours du XVIIe siècle, on trouve comme seigneur de Négreville, Jacques Plessard, fils de Guillaume, lieutenant général au bailliage de Cotentin.
Une foire annuelle dite de la Saint-Clair se tenait le 18 juillet.

### Époque contemporaine
En 1929, Négreville (884 habitants en 1926) cède, ainsi que Brix et Tamerville, une partie au nord-est de son territoire pour la création de la commune de Saint-Joseph (556 habitants en 1931),.

## Politique et administration
| Période                                  | Période  | Identité                      | Étiquette | Qualité      |
| ---------------------------------------- | -------- | ----------------------------- | --------- | ------------ |
| 1792                                     | 1800     | Joseph Le Maître              |           | Teinturier   |
| 1800                                     | 1820     | Michel Cosnefroy              |           |              |
| 1820                                     | 1835     | Jacques Louis Dagoury         |           | Cultivateur  |
| 1835                                     | 1843     | François Julien Adam          |           | Cultivateur  |
| 1844                                     | 1856     | Jean Michel Baudry            |           | Cultivateur  |
| 1856                                     | 1865     | Louis François Léonor Adam    |           |              |
| 1865                                     | 1883     | Jean Jacques Bienaimé Dagoury |           | Propriétaire |
| 1883                                     | 1886     | Auguste Duval                 |           | Propriétaire |
| 1886                                     | 1888     | Gustave Jules Bitouzé         |           | Propriétaire |
| 1888                                     | 1888     | Louis Bitouzé                 |           | Propriétaire |
| 1888                                     | 1925     | Louis Adrien Joseph Picquenot |           |              |
| 1925                                     | 1944     | Robert Bitouzé                |           |              |
| 1944                                     | 1971     | Louis Beaudoin                |           |              |
| 1971                                     | 1983     | Roland Lefebvre               |           |              |
| 1983                                     | 1994     | Patrick Daudon                |           |              |
| 1994                                     |          | Yves Langlois                 | SE        | Agriculteur  |
| mai 2020                                 | En cours | Guy Lesénéchal                | SE        | Retraité     |
| Les données manquantes sont à compléter. |          |                               |           |              |

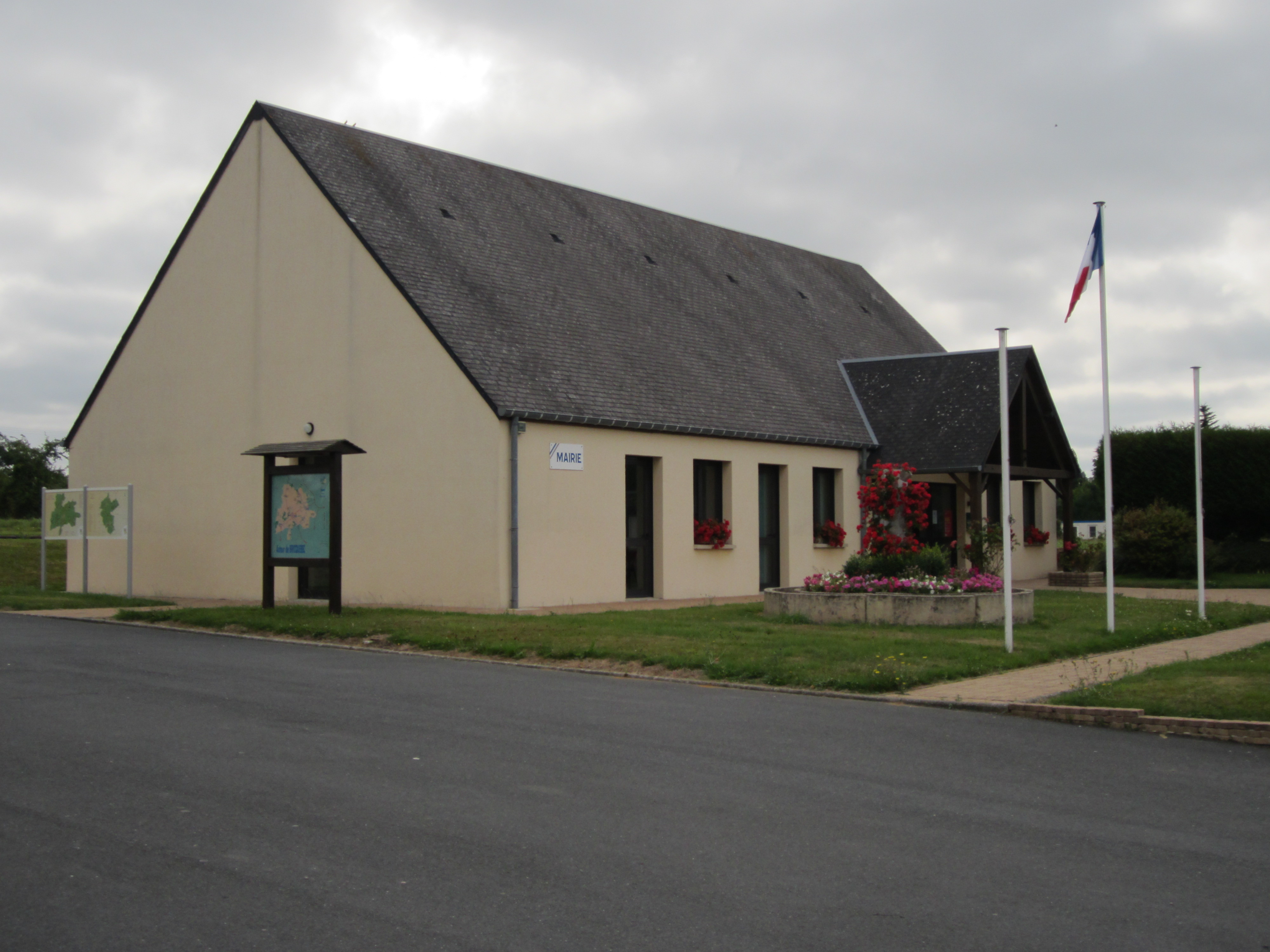
La mairie.

Le conseil municipal est composé de quinze membres dont le maire et trois adjoints.

## Population et société

### Démographie
L'évolution du nombre d'habitants est connue à travers les recensements de la population effectués dans la commune depuis 1793. Pour les communes de moins de 10 000 habitants, une enquête de recensement portant sur toute la population est réalisée tous les cinq ans, les populations de référence des années intermédiaires étant quant à elles estimées par interpolation ou extrapolation. Pour la commune, le premier recensement exhaustif entrant dans le cadre du nouveau dispositif a été réalisé en 2005.
En 2022, la commune comptait 844 habitants, en évolution de +5,11 % par rapport à 2016 (Manche : −0,31 %, France hors Mayotte : +2,11 %).
Négreville a compté jusqu'à 1 314 habitants en 1841.
| 1793  | 1800 | 1806  | 1821  | 1831  | 1836  | 1841  | 1846  | 1851  |
| ----- | ---- | ----- | ----- | ----- | ----- | ----- | ----- | ----- |
| 1 270 | 752  | 1 271 | 1 277 | 1 217 | 1 302 | 1 314 | 1 309 | 1 225 |

| 1856  | 1861  | 1866  | 1872  | 1876  | 1881  | 1886  | 1891  | 1896  |
| ----- | ----- | ----- | ----- | ----- | ----- | ----- | ----- | ----- |
| 1 192 | 1 173 | 1 187 | 1 127 | 1 055 | 1 066 | 1 022 | 1 013 | 1 051 |

| 1901 | 1906 | 1911 | 1921 | 1926 | 1931 | 1936 | 1946 | 1954 |
| ---- | ---- | ---- | ---- | ---- | ---- | ---- | ---- | ---- |
| 940  | 924  | 916  | 870  | 884  | 580  | 559  | 531  | 576  |

| 1962 | 1968 | 1975 | 1982 | 1990 | 1999 | 2005 | 2006 | 2010 |
| ---- | ---- | ---- | ---- | ---- | ---- | ---- | ---- | ---- |
| 561  | 539  | 553  | 523  | 625  | 734  | 813  | 813  | 829  |

| 2015 | 2020 | 2022 | - | - | - | - | - | - |
| ---- | ---- | ---- | - | - | - | - | - | - |
| 807  | 824  | 844  | - | - | - | - | - | - |

### Sports et loisirs
L'Association sportive négrevillaise fait évoluer deux équipes masculines de football et une équipe féminine de football à 8 en divisions de district.

## Culture locale et patrimoine

### Lieux et monuments

#### Patrimoine civil

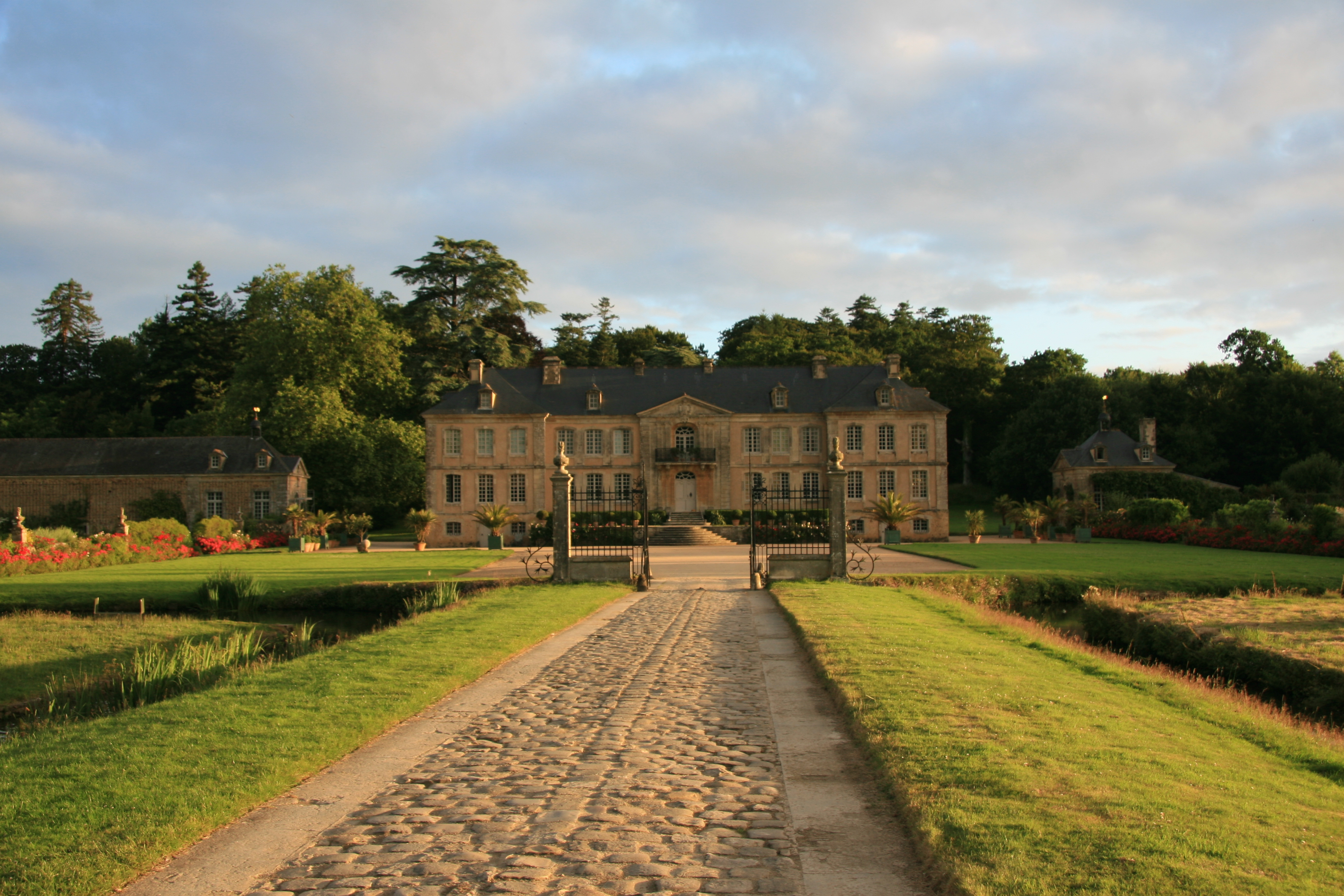
Le château de Pont-Rilly.

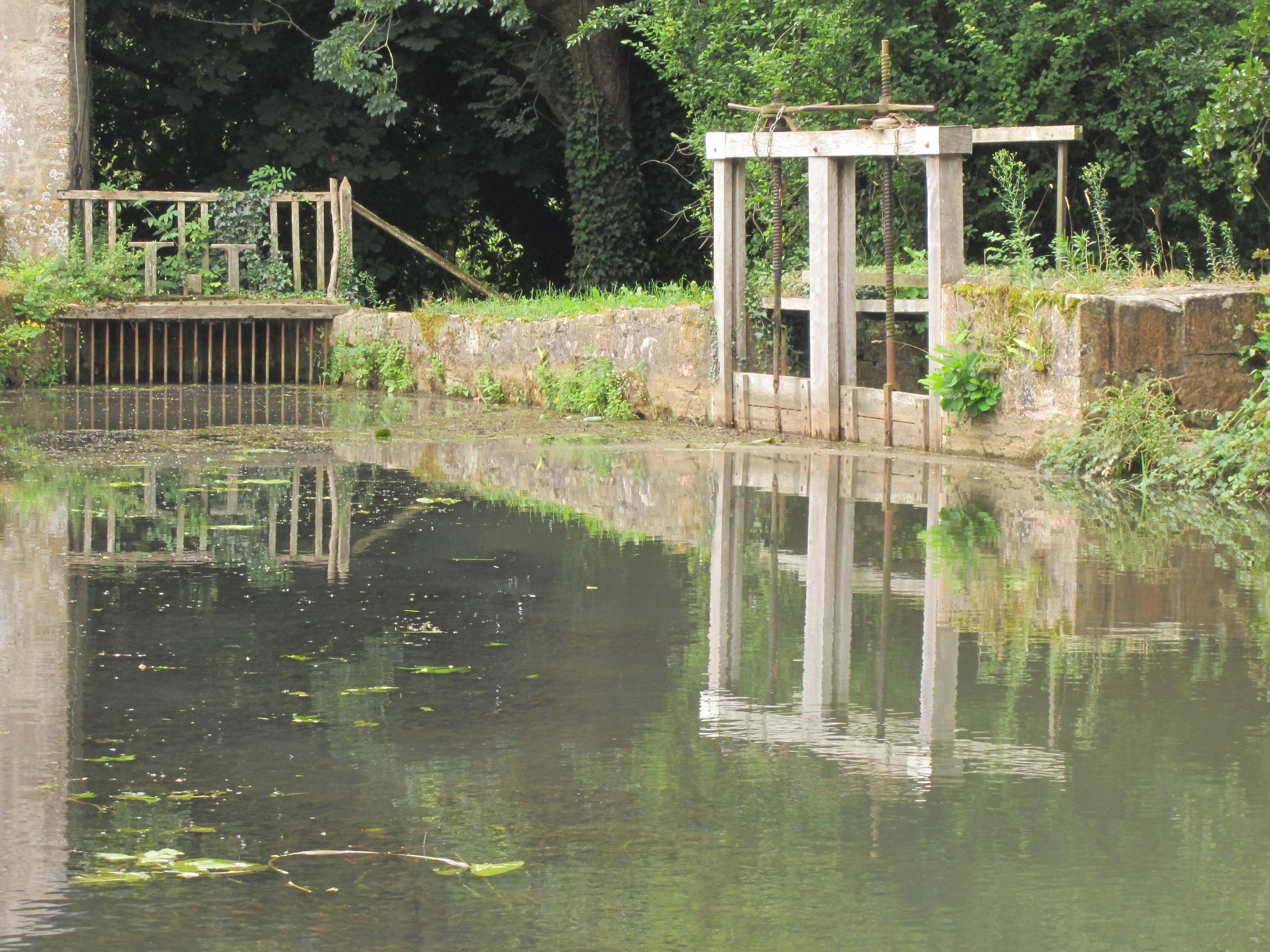
Moulin à farine.

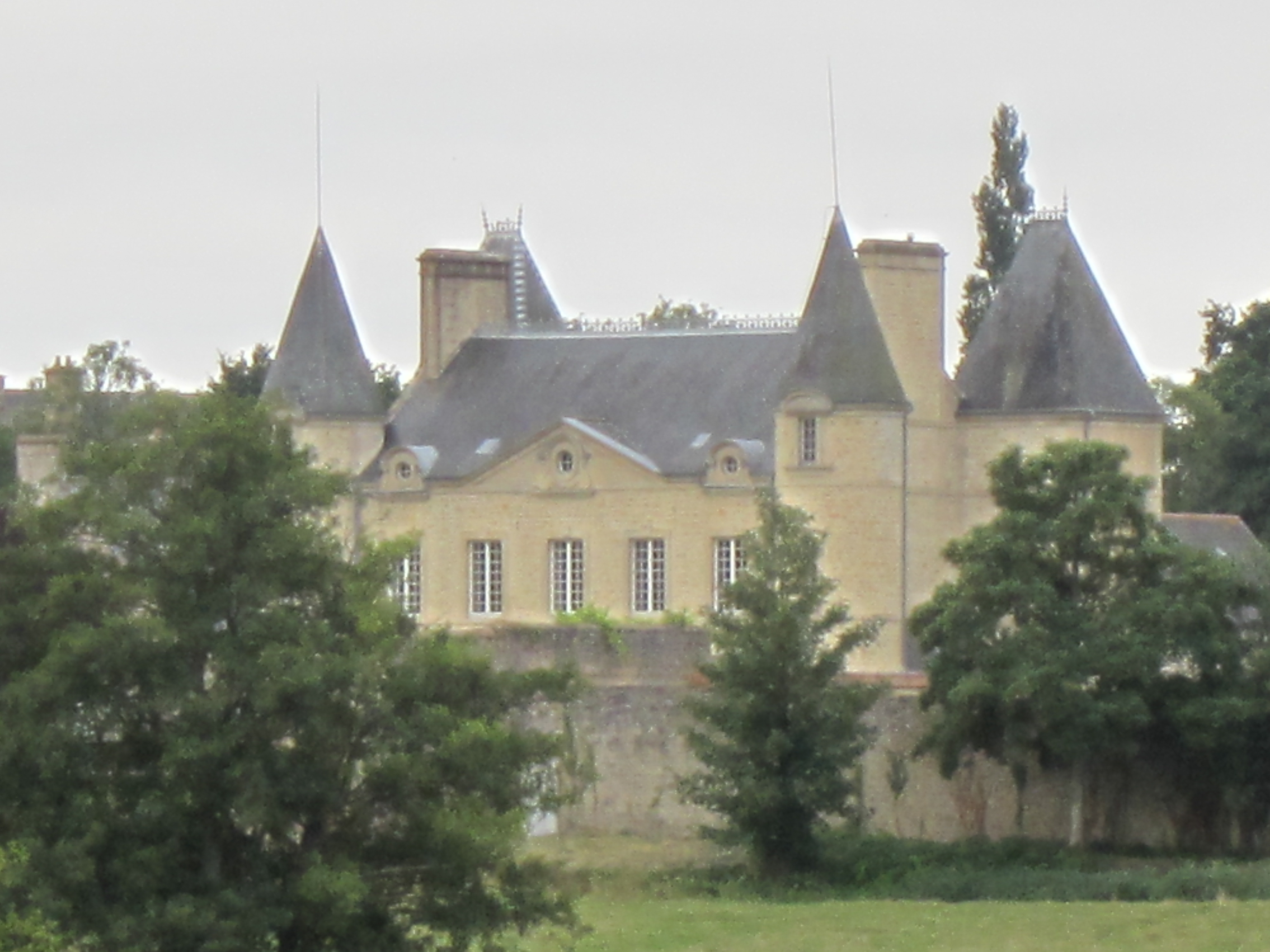
Le château de Darnétal.

- Le menhir dit de la Pierre Dressée, à Rouville, au pied de la colline des Grosses-Roches, haut de 1,65 m et épais de 1,30 m.
- Le château du Pont-Rilly, avec chapelle, du XVIIIe siècle, inscrit au titre des monuments historiques par arrêté du 26 juillet 1985[46]. Le parc est quant à lui inscrit à l'IGPC[47]

Un pigeonnier et les vestiges d'une ferme hors sol inachevée s'y situent à l'ouest (site fermé au public).
- Le château de Darnétal : petit château classique du XIXe siècle, probablement reconstruit à la place d'un édifice plus ancien, il possède de nombreuses ouvertures[48].
- Le manoir de Négreville
- Le manoir de Sébeville du XVIe siècle.
- Le manoir de Saint-Rémy du XVe siècle.
- Le moulin de la Ville du XVIIIe siècle, inscrit au titre des monuments historiques par arrêté du 27 mai 1975[49].

#### Patrimoine religieux
- L'église Saint-Pierre (XIIIe, XVe – XVIIe siècles) avec croix de faîtage (XVIe) et avant-porche gothique. Elle abrite un maitre-autel du XVIIIe siècle avec gradins et tabernacle ainsi qu'un calice et sa patène classés au titre objet aux monuments historiques[50], des fonts baptismaux (XVIIe)., des plaques commémoratives des fondations de l'église (XVIe) et de la construction du chœur (XVIIe).
- Pont de la Croix (XVe siècle), à l'Hôtel au Cauf, ainsi qu'une croix de six mètres de haut marquant probablement l'emplacement d'un ancien monastère.
- Stèle dédiée aux parachutistes américains du 507e régiment de la 82e division aéroportée à l'endroit où leur appareil s'est écrasé, dans la nuit du 6 juin 1944[51], à Rouville.
- Une seconde stèle est présente en face de l'église.
- L'impasse de la Croix Jacob, avec : la croix Jacob, la Bonne Vierge et la vieille école du Pont Capitaine.
- If funéraire du cimetière.

### Personnalités liées à la commune
- Saint Clair (v. 845-884) qu'une tradition fait vivre une dizaine d'années à Négreville dans un ermitage au milieu de la forêt[32].
- Jean-Luc Blanchemain (Négreville, 1957 - ), pilote automobile.